# 發音問題
發音問題（Speech disorders、speech impediments），又名構音障礙，是言语障碍的一种。這問題可出現在任何年齡的人士身上：兒童可能會因語音發展遲緩、口腔結構異常（如兔唇、裂顎）、口肌活動能力弱、控制不協調或聽覺障礙而引致，又可分為器質性障礙（organically-based disorders）和發展性音韻異常（developmental phonological disorders）兩大類；患有腦部疾病或創傷的人亦同樣可能有咬字不清的情況出現。

## 構音障礙的類型[3]

### 替代音
以不正確語音代替正確語音，例如「草莓」读成「討莓」/「學校」读成「覺叫」，还有送气、不送气不分及清音、浊音不分，塞音擦化等。此類型是最常出現的錯誤，通常會以先習得之語音取代較難且尚未學會之語音。

### 省略音
省略聲母或韻母，例如：葡萄读成「吳敖」，將軍读成「基居」，和「h」开头辅音省略及双元音简化。

### 歪曲音
語音被歪曲改變聽起來與任何標準語音都有差異，但錯誤比較一致，同一語音大都是相同的錯誤型態。

### 贅加音
多加一個不必要的語音，例如：「老師」读成「老書」;「王」读成「黃」。此類型受方言影響甚大。

### 整體性語音不清晰
其語音之錯誤型態，包括上述各類型之組合，常見於口吃、聽覺障礙、腦部麻痺、唇顎裂、腦受創等等。

## 治療
言語治療師會為患者進行專業的發音評估，準確診斷出發音問題，以釐訂最合適的治療目標及訓練，務求提升患者的說話清晰度。

## 資料來源
1. ↑  童寶娟 譯. . 華騰.
2. 1 2  構音遲緩/障礙 | 香港言語及吞嚥治療中心
3. ↑  構音障礙的類型@陳穎の特教考題：:痞客邦PIXNET ::

## 外部連結
香港言語及吞嚥治療中心>>構音遲緩/障礙 （页面存档备份，存于）

構音障礙的類型@陳穎の特教考題：:痞客邦PIXNET :: （页面存档备份，存于）